# Museo leonardiano de Vinci
El Museo Leonardiano es un museo ubicado en Vinci. Está dedicado a Leonardo da Vinci. Cuenta con dos en sedes ubicadas en el Palacete Uzielli y en el Castello dei Conti Guidi. Es una de las colecciones más grandes y originales dedicadas a Leonardo da Vinci, polímata natal de esta ciudad y más en general a la historia del renacimiento.
La colección del museo conserva más de 60 maquetas de máquinas, presentadas con precisas referencias a los bocetos y anotaciones manuscritas del artista, flanqueadas también por animaciones digitales y aplicaciones interactivas.

## Historia
La idea de dedicar un museo a Leonardo da Vinci en su ciudad natal nació en 1919 durante las celebraciones por el cuarto centenario de su muerte, cuando el Castello dei Conti Guidi fue donado al Ayuntamiento de Vinci, pero fue solo después de la restauración del edificio, de 1939 a 1942 y gracias a una donación de IBM de modelos reconstruidos a partir de los dibujos de Leonardo, que el Museo Leonardo abrió al público el 15 de abril de 1953.
En ese momento el Museo Vinciano ocupaba solo cuatro salas del Castillo, compartiendo los espacios con la Biblioteca Leonardiana y a partir de 1986, tras una importante restauración, asumió definitivamente el título de Museo Leonardiano. Desde 2004, el itinerario de la exposición incluye también el Palacio Uzielli con el acceso constituido por la Piazza dei Guidi, reconfigurada en 2006 por el artista Mimmo Paladino.
La última gran remodelación y renovación, llevada a cabo entre 2008 y 2010, permitió la eliminación de las barreras arquitectónicas dentro del Castello dei Conti Guidi, la ampliación del espacio expositivo y la reapertura al público de la terraza panorámica en la parte superior de la torre.

## Palacete Uzielli
En el primer piso hay secciones dedicadas a maquinaria de construcción, tecnología textil y relojes mecánicos.
La primera sala documenta las reelaboraciones de Leonardo basadas en los proyectos de Brunelleschi para la construcción de la cúpula de la Catedral de Florencia. El joven Leonardo, aprendiz en las bodegas de Verrocchio, quedó profundamente impresionado por la complejidad de las máquinas en ese sitio donde pudo presenciar el vaciado e instalación de la gran esfera de cobre colocada en la linterna de la cúpula.
La sala de tecnología textil documenta el interés de Leonardo en el ciclo de producción de telas y presenta sus ambiciones proyectan lograr la automatización del ciclo de fabricación.
La pasión de Leonardo por los mecanismos también se evidencia en la sala de relojes mecánicos que presenta los modelos de instrumentos de medición. Dentro del Palacete Uzielli se encuentran incluso las salas de exposiciones temporal y una gran sala para los itinerarios didácticos propuestos por el museo.

## Castillo dei Conti Guidi

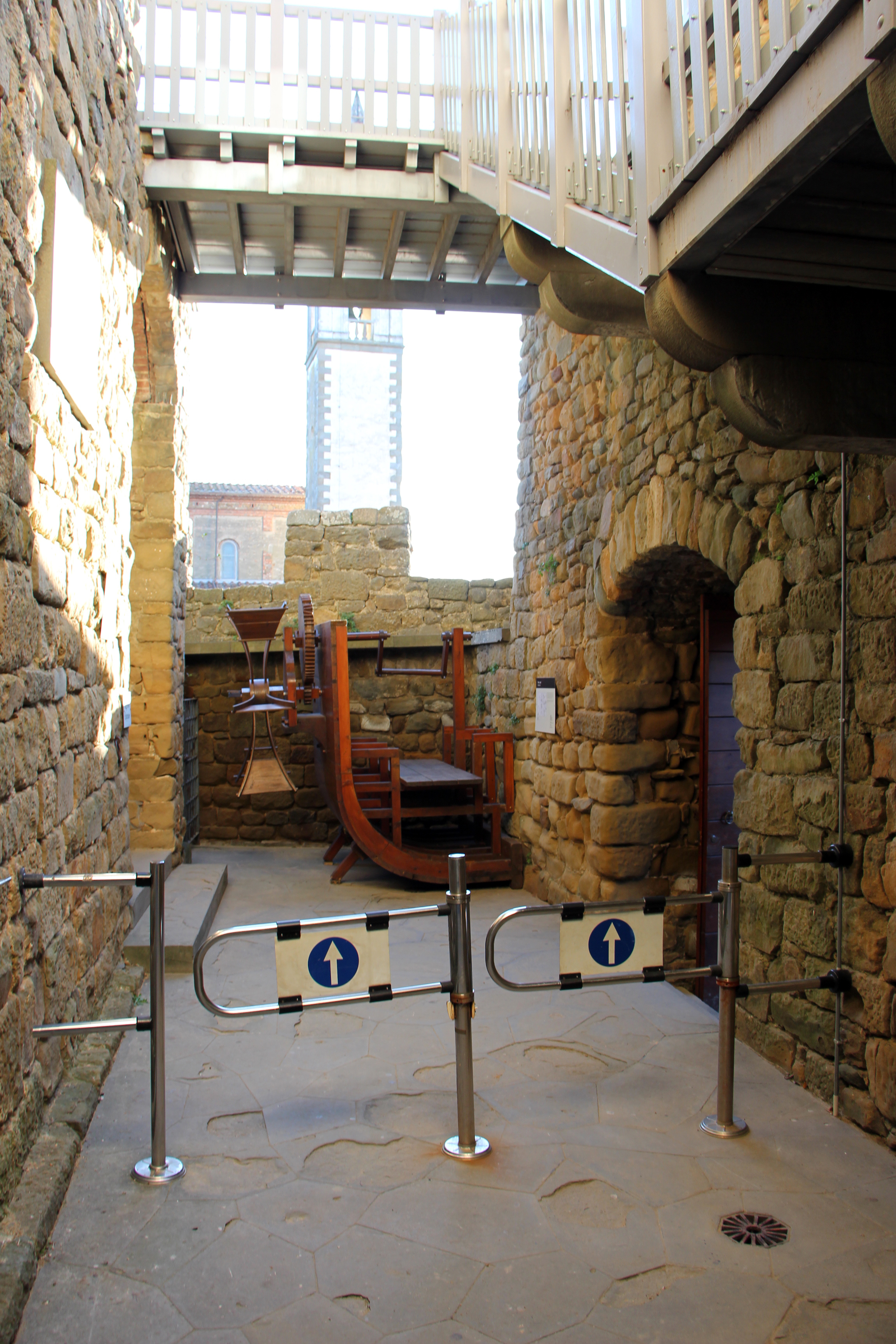
Museo Leonardiano

El recorrido continúa dentro del Castillo dei Conti Guidi donde se exhiben otros 60 modelos de máquinas de Leonardo.
En las salas de la planta baja hay varios modelos de máquinas: desde militares a las de vuelo, pasando por instrumentos de uso científico.
En el primer piso, entre los modelos de máquinas de transporte aéreo, acuático y terrestre (incluido el carro autopropulsado de Leonardo, dentro de la sala Podestà, en la gran ala basculante a escala 1: 2, de la grúa construida para la terminación de la cúspide de la cúpula de Santa Maria del Fiore en Florencia).
Finalmente, la sala de óptica dedicada a los estudios de Leonardo en la física de la luz y con especial referencia al período que va desde Alhacén a Kepler.
En lo alto de la torre se encuentra la sala de video, equipada para la proyección de documentales sobre Leonardo, que también alberga 9 modelos sólidos diseñados para De divina proportione de Luca Pacioli.